# Lyn Hejinian
Lyn Hejinian, född 17 maj 1941 i San Francisco, Kalifornien, död 24 februari 2024 i Berkeley, Kalifornien, var en amerikansk poet, essäist och översättare.
Hejinian associeras ofta med den avantgardistiska Language-skolan.